# 渡邊航
渡邊航（1971年3月9日—），日本長崎縣出身的漫畫家，畢業於長崎大學。於1986年以15歲之齡獲集英社第22屆飛躍獎（ホップ☆ステップ賞）的榮譽獎，其作品包括：《電車男 那麼，我要出發囉。》、《修業魔女璐璐萌》、《飆速宅男》等。

## 外部連結
- 「弱虫ペダル」と「まじもじるるも」の制服ブログ箱 （页面存档备份，存于） - 渡辺航の個人ブログ
- 少年スポーツ漫画の傑作「弱虫ペダル」が生まれるまで （页面存档备份，存于） - 〜不屈の漫画家：渡辺航〜
- ジャンプスクエア・渡辺航直撃インタビュー